# Andrea Cornaro
Andrea Cornaro (m. 1323) da Dinastia Pallavicini, foi Marquês do Marquesado de Bodonitsa, estado cruzado na Grécia. Governou de 1312 até 1323. Este Marquesado foi vassalo do Reino de Tessalónica e mais tarde vassalo do Principado de Acaia. Andrea Cornaro foi antecedido no governo do Marquesado por Maria Dalle Carceri, de quem foi 2º marido. Foi seguido no governo por Guglielma Pallavicini.